# Maisonneuve
Maisonneuve és un municipi francès al departament de la Viena (regió de la Nova Aquitània). L'any 2007 tenia 297 habitants.

## Demografia

### Població
El 2007 la població de fet de Maisonneuve era de 297 persones. Hi havia 122 famílies de les quals 32 eren unipersonals (16 homes vivint sols i 16 dones vivint soles), 49 parelles sense fills i 41 parelles amb fills. La població ha evolucionat segons el següent gràfic:

### Habitatges
El 2007 hi havia 156 habitatges, 123 eren l'habitatge principal de la família, 28 eren segones residències i 6 estaven desocupats. 154 eren cases i 1 era un apartament. Dels 123 habitatges principals, 109 estaven ocupats pels seus propietaris i 13 estaven llogats i ocupats pels llogaters; 9 tenien dues cambres, 21 en tenien tres, 33 en tenien quatre i 59 en tenien cinc o més. 106 habitatges disposaven pel capbaix d'una plaça de pàrquing. A 47 habitatges hi havia un automòbil i a 60 n'hi havia dos o més.

### Piràmide de població
La piràmide de població per edats i sexe el 2009 era:
| Homes | Edats   | Dones |
| ----- | ------- | ----- |
| 0     | 95 o +  | 0     |
| 0     | 90 a 94 | 0     |
| 0     | 85 a 89 | 0     |
| 0     | 80 a 84 | 4     |
| 20    | 75 a 79 | 8     |
| 8     | 70 a 74 | 8     |
| 16    | 65 a 69 | 20    |
| 4     | 60 a 64 | 8     |
| 0     | 55 a 59 | 0     |
| 4     | 50 a 54 | 0     |
| 16    | 45 a 49 | 16    |
| 16    | 40 a 44 | 8     |
| 4     | 35 a 39 | 0     |
| 16    | 30 a 34 | 12    |
| 8     | 25 a 29 | 8     |
| 0     | 20 a 24 | 4     |
| 4     | 15 a 19 | 8     |
| 8     | 10 a 14 | 4     |
| 0     | 5 a 9   | 12    |
| 8     | 0 a 4   | 8     |

## Economia
El 2007 la població en edat de treballar era de 165 persones, 117 eren actives i 48 eren inactives. De les 117 persones actives 107 estaven ocupades (61 homes i 46 dones) i 10 estaven aturades (2 homes i 8 dones). De les 48 persones inactives 17 estaven jubilades, 15 estaven estudiant i 16 estaven classificades com a «altres inactius». El 2009 a Maisonneuve hi havia 121 unitats fiscals que integraven 295 persones, la mediana anual d'ingressos fiscals per persona era de 16.401 €.

### Activitats econòmiques
Dels 13 establiments que hi havia el 2007, 6 eren d'empreses de construcció, 4 d'empreses de comerç i reparació d'automòbils, 2 d'empreses de transport i 1 d'una empresa de serveis. Dels 5 establiments de servei als particulars que hi havia el 2009, un era un taller de reparació d'automòbils i de material agrícola, un paleta, dos guixaires pintors i una lampisteria. L'any 2000 a Maisonneuve hi havia 19 explotacions agrícoles que ocupaven un total de 1.072 hectàrees.

## Poblacions properes
El següent diagrama mostra les poblacions més properes.